# Sinplus
Sinplus je švicarski pop rock duet iz Losonea. S pjesmom "Unbreakable" zastupao je Švicarsku na Pjesmi Eurovizije 2012. u azerbajdžanskom gradu Bakuu.

## Članovi sastava
- Gabriel Broggini
- Ivan Broggini

## Diskografija

### Album
- Disinformation (2012.)

### Single
- 2011. -  "Unbreakable"

## Vanjske poveznice
- Službena stranica Sinplusa